# Lista odcinków serialu Bates Motel
Poniżej znajduje się lista odcinków serialu telewizyjnego Bates Motel – emitowanego przez amerykańską kablową stację telewizyjną A&E od 18 marca 2013 roku. W Polsce pierwszy sezon został wyemitowany od 14 kwietnia do 16 czerwca 2013 roku przez 13th Street Universal, natomiast drugi w okresie od 16 kwietnia do 14 maja 2016 roku wyświetliła stacja TVP2, która to od 5 marca 2016 roku pokazywała również pierwszy sezon. Dnia 6 stycznia 2016 roku platforma Netflix rozpoczęła dystrybucję w Polsce, a wraz z nią pojawiły się pierwsze 3 sezony serialu, jednakże początkowo tylko w oryginalnej wersji (bez polskich napisów czy lektora – te były dodawane z czasem). W lutym 2018 roku Netflix Polska zapowiedział premierę 4 sezonu przewidzianą na dzień 7 marca.

## Przegląd sezonów
| Sezon | Sezon | Odcinki | Oryginalna emisja A&E | Oryginalna emisja A&E | Oryginalna emisja 13th Street Universal (seria 1) /Netflix Polska (serie 2-5) | Oryginalna emisja 13th Street Universal (seria 1) /Netflix Polska (serie 2-5) | Oryginalna emisja 13th Street Universal (seria 1) /Netflix Polska (serie 2-5) |
| Sezon | Sezon | Odcinki | Premiera sezonu       | Finał sezonu          | Premiera sezonu                                                               | Finał sezonu                                                                  |                                                                               |
| ----- | ----- | ------- | --------------------- | --------------------- | ----------------------------------------------------------------------------- | ----------------------------------------------------------------------------- | ----------------------------------------------------------------------------- |
|       | 1     | 10      | 18 marca 2013         | 20 maja 2013          | 14 kwietnia 2013                                                              | 16 czerwca 2013                                                               |                                                                               |
|       | 2     | 10      | 3 marca 2014          | 5 maja 2014           | 6 stycznia 2016                                                               | 6 stycznia 2016                                                               |                                                                               |
|       | 3     | 10      | 9 marca 2015          | 11 maja 2015          | 6 stycznia 2016                                                               | 6 stycznia 2016                                                               |                                                                               |
|       | 4     | 10      | 7 marca 2016          | 16 maja 2016          | 7 marca 2018                                                                  | 7 marca 2018                                                                  |                                                                               |
|       | 5     | 10      | 20 lutego 2017        | 24 kwietnia 2017      | 20 lutego 2019                                                                | 20 lutego 2019                                                                |                                                                               |

## Sezon 1 (2013)
| Nr | #  | Tytuł                          | Polski tytuł                                                           | Reżyseria      | Scenariusz                                  | Premiera (A&E)   | Premiera w Polsce (13th Street Universal) |
| -- | -- | ------------------------------ | ---------------------------------------------------------------------- | -------------- | ------------------------------------------- | ---------------- | ----------------------------------------- |
| 1  | 1  | First You Dream, Then You Die  | Najpierw sny, potem śmierć                                             | Tucker Gates   | Carlton Cuse, Kerry Ehrin, Anthony Cipriano | 18 marca 2013    | 14 kwietnia 2013                          |
| 2  | 2  | Nice Town You Picked, Norma... | Wybrałaś miłe miasto, Normo... Miłe miasteczko, Normo (Netflix Polska) | Tucker Gates   | Kerry Ehrin                                 | 25 marca 2013    | 21 kwietnia 2013                          |
| 3  | 3  | What’s Wrong With Norman       | Co się dzieje z Normanem?                                              | Paul Edwards   | Jeff Wadlow                                 | 1 kwietnia 2013  | 28 kwietnia 2013                          |
| 4  | 4  | Trust Me                       | Zaufaj mi                                                              | Johan Renck    | Kerry Ehrin                                 | 8 kwietnia 2015  | 5 maja 2013                               |
| 5  | 5  | Ocean View                     | Widok na ocean                                                         | David Straiton | Jeff Wadlow                                 | 15 kwietnia 2013 | 12 maja 2013                              |
| 6  | 6  | The Truth                      | Prawda                                                                 | Tucker Gates   | Carlton Cuse, Kerry Ehrin                   | 22 kwietnia 2013 | 19 maja 2013                              |
| 7  | 7  | The Man in Number 9            | Człowiek z pokoju 9                                                    | SJ Clarkson    | Kerry Ehrin                                 | 29 kwietnia 2013 | 26 maja 2013                              |
| 8  | 8  | A Boy and His Dog              | Chłopak i jego pies                                                    | Ed Bianchi     | Bill Balas                                  | 6 maja 2013      | 2 czerwca 2013                            |
| 9  | 9  | Underwater                     | Pod wodą                                                               | Tucker Gates   | Carlton Cuse, Kerry Ehrin                   | 13 maja 2013     | 9 czerwca 2013                            |
| 10 | 10 | Midnight                       | Północ                                                                 | Tucker Gates   | Carlton Cuse, Kerry Ehrin                   | 20 maja 2013     | 16 czerwca 2013                           |

## Sezon 2 (2014)
8 kwietnia stacja A&E przedłużyła serial o drugi sezon, który składał się z 10 odcinków.
| Nr | #  | Tytuł                  | Polski tytuł         | Reżyseria          | Scenariusz                  | Premiera (A&E)   | Premiera w Polsce                                        |
| -- | -- | ---------------------- | -------------------- | ------------------ | --------------------------- | ---------------- | -------------------------------------------------------- |
| 11 | 1  | Gone But Not Forgotten | Tak trudno zapomnieć | Tucker Gates       | Carlton Cuse, Kerry Ehrin   | 3 marca 2014     | 6 stycznia 2016 (Netflix Polska) 16 kwietnia 2016 (TVP2) |
| 12 | 2  | Shadow of a Doubt      | Wątpliwości          | Tucker Gates       | Kerry Ehrin                 | 10 marca 2014    | 6 stycznia 2016 (Netflix Polska) 16 kwietnia 2016 (TVP2) |
| 13 | 3  | Caleb                  | Caleb                | Lodge Kerrigan     | Alexandra Cunningham        | 17 marca 2014    | 6 stycznia 2016 (Netflix Polska) 23 kwietnia 2016 (TVP2) |
| 14 | 4  | Check-Out              | Wymeldowanie         | John David Coles   | Liz Tigelaar                | 24 marca 2014    | 6 stycznia 2016 (Netflix Polska) 23 kwietnia 2016 (TVP2) |
| 15 | 5  | The Escape Artist      | Mistrz ucieczki      | Christopher Nelson | Nikki Toscano               | 31 marca 2014    | 6 stycznia 2016 (Netflix Polska) 30 kwietnia 2016 (TVP2) |
| 16 | 6  | Plunge                 | Pod wodą             | Ed Bianchi         | Kerry Ehrin                 | 7 kwietnia 2014  | 6 stycznia 2016 (Netflix Polska) 30 kwietnia 2016 (TVP2) |
| 17 | 7  | Presumed Innocent      | Niewinny             | Roxann Dawson      | Alexandra Cunningham        | 14 kwietnia 2014 | 6 stycznia 2016 (Netflix Polska) 7 maja 2016 (TVP2)      |
| 18 | 8  | Meltdown               | Kryzys               | Ed Bianchi         | Liz Tigelaar, Nikki Toscano | 21 kwietnia 2014 | 6 stycznia 2016 (Netflix Polska) 7 maja 2016 (TVP2)      |
| 19 | 9  | The Box                | Tortury              | Tucker Gates       | Carlton Cuse, Kerry Ehrin   | 28 kwietnia 2014 | 6 stycznia 2016 (Netflix Polska) 14 maja 2016 (TVP2)     |
| 20 | 10 | The Immutable Truth    | Bolesna prawda       | Tucker Gates       | Kerry Ehrin, Carlton Cuse   | 5 maja 2014      | 6 stycznia 2016 (Netflix Polska) 14 maja 2016 (TVP2)     |

## Sezon 3 (2015)
| Nr | #  | Tytuł                 | Polski tytuł         | Reżyseria          | Scenariusz                                 | Premiera (A&E)   | Premiera w Polsce (Netflix Polska) |
| -- | -- | --------------------- | -------------------- | ------------------ | ------------------------------------------ | ---------------- | ---------------------------------- |
| 21 | 1  | A Death in the Family | Śmierć w rodzinie    | Tucker Gates       | Carlton Cuse, Kerry Ehrin                  | 9 marca 2015     | 6 stycznia 2016                    |
| 22 | 2  | The Arcanum Club      | Prestiżowy klub      | Tucker Gates       | Kerry Ehrin                                | 16 marca 2015    | 6 stycznia 2016                    |
| 21 | 3  | Persuasion            | Zmiany               | Tim Southam        | Alyson Evans, Steve Kornacki               | 23 marca 2015    | 6 stycznia 2016                    |
| 24 | 4  | Unbreak-Able          | Problem z rozstaniem | Christopher Nelson | Erica Lipez                                | 30 marca 2015    | 6 stycznia 2016                    |
| 25 | 5  | The Deal              | Układ                | Nestor Carbonell   | Scott Kosar                                | 6 kwietnia 2015  | 6 stycznia 2016                    |
| 26 | 6  | Norma Louise          | Norma Louise         | Phil Abraham       | Kerry Ehrin                                | 13 kwietnia 2015 | 6 stycznia 2016                    |
| 27 | 7  | The Last Supper       | Ostatnia wieczerza   | Ed Bianchi         | Philip Buiser                              | 20 kwietnia 2015 | 6 stycznia 2016                    |
| 28 | 8  | The Pit               | Otchłań              | Roxann Dawson      | Bill Balas                                 | 27 kwietnia 2015 | 6 stycznia 2016                    |
| 29 | 9  | Crazy                 | Obłęd                | Tucker Gates       | Steve Kornacki, Alyson Evans, Torrey Speer | 4 maja 2015      | 6 stycznia 2016                    |
| 30 | 10 | Unconscious           | Bez kontaktu         | Tucker Gates       | Carlton Cuse, Kerry Ehrin                  | 11 maja 2015     | 6 stycznia 2016                    |

## Sezon 4 (2016)
15 czerwca 2015 roku, stacja A&E zamówiła 4 i 5 sezon, który każdy z nich będzie się składał z 10 odcinków
| Nr | #  | Tytuł                          | Polski tytuł                   | Reżyseria          | Scenariusz                   | Premiera (A&E)   | Premiera w Polsce (Netflix Polska) |
| -- | -- | ------------------------------ | ------------------------------ | ------------------ | ---------------------------- | ---------------- | ---------------------------------- |
| 31 | 1  | A Danger to Himself and Others | Zagrożenie dla siebie i innych | Tucker Gates       | Carlton Cuse, Kerry Ehrin    | 7 marca 2016     | 7 marca 2018                       |
| 32 | 2  | Goodnight, Mother              | Dobranoc, mamo                 | Tim Southam        | Kerry Ehrin, Torrey Speer    | 14 marca 2016    | 7 marca 2018                       |
| 33 | 3  | Til Death Do You Part          | Dopóki śmierć was nie rozłączy | Phil Abraham       | Steve Kornacki, Alyson Evans | 21 marca 2016    | 7 marca 2018                       |
| 34 | 4  | Lights of Winter               | Światła zimy                   | T.J. Scott         | Tom Szentgyorgyi             | 28 marca 2016    | 7 marca 2018                       |
| 35 | 5  | Refraction                     | Kąt załamania                  | Sarah Boyd         | Erica Lipez                  | 11 kwietnia 2016 | 7 marca 2018                       |
| 36 | 6  | The Vault                      | Ukryte wspomnienia             | Olatunde Osunsanmi | Scott Kosar                  | 18 kwietnia 2016 | 7 marca 2018                       |
| 37 | 7  | There’s No Place Like Home     | Nie ma jak w domu              | Nestor Carbonell   | Philip Buiser                | 25 kwietnia 2016 | 7 marca 2018                       |
| 38 | 8  | Unfaithful                     | Niewierna                      | Stephen Surjik     | Freddie Highmore             | 2 maja 2016      | 7 marca 2018                       |
| 39 | 9  | Forever                        | Na zawsze                      | Tim Southam        | Carlton Cuse, Kerry Ehrin    | 9 maja 2016      | 7 marca 2018                       |
| 40 | 10 | Norman                         | Norman                         | Tucker Gates       | Kerry Ehrin                  | 16 maja 2016     | 7 marca 2018                       |

## Sezon 5 (2017)
| Nr | #  | Tytuł                        | Polski tytuł      | Reżyseria          | Scenariusz                   | Premiera (A&E)   | Premiera w Polsce |
| -- | -- | ---------------------------- | ----------------- | ------------------ | ---------------------------- | ---------------- | ----------------- |
| 41 | 1  | Dark Paradise                | Mroczny raj       | Tucker Gates       | Kerry Ehrin                  | 20 lutego 2017   | 20 lutego 2019    |
| 42 | 2  | The Convergence of the Twain | Odkrycie          | Sarah Boyd         | Alyson Evans, Steve Kornacki | 27 lutego 2017   | 20 lutego 2019    |
| 43 | 3  | Bad Blood                    | Animozje          | Sarah Boyd         | Tom Szentgyorgyi             | 6 marca 2017     | 20 lutego 2019    |
| 44 | 4  | Hidden                       | W ukryciu         | Max Thieriot       | Torrey Speer                 | 13 marca 2017    | 20 lutego 2019    |
| 45 | 5  | Dreams Die First             | Rozczarowania     | Nestor Carbonell   | Erica Lipez, Kerry Ehrin     | 20 marca 2017    | 20 lutego 2019    |
| 46 | 6  | Marion                       | Marion            | Nestor Carbonell   | Erica Lipez, Kerry Ehrin     | 27 marca 2017    | 20 lutego 2019    |
| 47 | 7  | Inseparable                  | Zawsze razem      | Steph Green        | Freddie Highmore             | 3 kwietnia 2017  | 20 lutego 2019    |
| 48 | 8  | The Body                     | Ciało             | Freddie Highmore   | Erica Lipez                  | 10 kwietnia 2017 | 20 lutego 2019    |
| 49 | 9  | Visiting Hours               | Godziny odwiedzin | Olatunde Osunsanmi | Scott Kosar                  | 17 kwietnia 2017 | 20 lutego 2019    |
| 50 | 10 | The Cord                     | Pożegnanie        | Tucker Gates       | Kerry Ehrin                  | 24 kwietnia 2017 | 20 lutego 2019    |